# Thomisus albertianus
Thomisus albertianus es una especie de araña cangrejo del género Thomisus, familia Thomisidae. Fue descrita científicamente por Strand en 1913.

## Distribución
Esta especie se encuentra en Gabón, Congo, Uganda y Angola.